# Aplopsora dicentrae
Aplopsora dicentrae är en svampart som först beskrevs av Mains & H.W. Anderson, och fick sitt nu gällande namn av Buriticá & J.F. Hennen 1998. Aplopsora dicentrae ingår i släktet Aplopsora och familjen Chaconiaceae.   Inga underarter finns listade i Catalogue of Life.